# Katnur, Hubli
Katnur là một làng thuộc tehsil Hubli, huyện Dharwad, bang Karnataka, Ấn Độ.